# 精準的失控
《精準的失控》（英語：Precisely Out of Control）是臺灣作家九把刀著作的「九把刀電影院」系列小說，初版於2010年7月12日出版。故事中包含五個短篇，描寫一群出身、身份不同的人互相交織而成的沈重故事。本作也運用了時空旅行的手法，環繞1996年、1997年、2006年、2020年及2042年各時間點描寫各故事人物的動向，透過登場人物間的絕對因果相連，探討「命運」「選擇」等問題。作中真實要素有90年代職業棒球隊時報鷹及味全龍，以及明星王傑、葉蘊儀，而1996年的職棒簽賭案 （页面存档备份，存于）成為本作的重要事件。2022年，《精準的失控》理髮院故事線改編成電影作品《請問，還有哪裡需要加強》由九把刀自編自導，宋芸樺飾演小芬，玖壹壹春風飾演泰哥。

## 書中目錄
- 第一章「Countdown一個月的大暴走」
- 第二章「心碎的九九乘法表」
- 第三章「背包客旅行的意義」
- 第四章「這是我要的感覺」
- 第五章「在陰道逆向行駛的英雄」
- 後　序「第一次分章節的，序」

## 登場角色

### 祐辰一家
- 李祐辰

第一章的男主角，關係到全篇故事。
李方琳的爸爸。
任職於內湖一間貿易公司的課員。
職業棒球隊時報鷹的死忠粉絲。
中學時期曾立志成為賽車手、台灣漫畫家。中學畢業後考進三流大學，學習成績差劣，而且沒有好好鑽研原先興趣。遠看著一個個大學畢業後能繼續考取文憑的同學，他感到十分自卑。
他坐擁一架車齡七年的墨藍色裕隆吉利青鳥，經常去用來載妻子女兒去購物。他打算賣掉舊車，換一輛白色的本田雅哥。
曾經是一名香菸成癮者，為了省家用而戒煙，而且成功。
但當身體出現咳嗽病徵，掛呂旭大心理醫生的診時，被告知患上末期癌症，壽命只餘一個月。他徹底絕望，重新吸煙以發洩情緒。
稍後他離開醫院，在便行店購物出來後，遇上兩名巡警檢查。因裕辰對他們作了一個小小的無禮舉動，觸發他們的怒火，被軟禁受罰三個小時，不准上廁所以及領取私家車離開，受辱至甚。他受不了要明天早上才能取車。
急欲歸家的他在當晚登車試圖歸家，遭保安阻攔。祐辰強行突破阻撓，開動車子出發，被警察駕警車甚至開槍追捕。追逐過程期間路上驚險情景不斷，責打著祐辰的良心，他正想要停車放棄逃走。出乎所料地警察開槍打在車子上，祐辰驚怒交集下繼續驅車。在一連串驚險警「匪」追逐情節之後，祐辰的車衝進一家海產店，將內裡正在洽談的黑幫撞死撞傷，而他自己亦已身受重傷，車子停在店內。
察覺自己命不久矣，他爬出車外，走到附近一店借用收費公共電話，致電囡囡，留下作為親人的最後鼓勵，成為了他的遺言。
死後他被認定為臺灣治安史上最恐怖的連續車禍殺人犯，遭社會譴責，間接造成方琳在校中的悲慘待遇。
- 李方琳

本作的最重要角色，在第一、二、三、五章皆有登場。
李祐辰的女兒。故事初期為國小二年級生。因其出身「殺人犯」的家庭，遭受同學排擠。
由於在小學成績差劣，迫不待已進入了一間三流中學。本來爸爸為殺人犯一事因時間沖淡，漸漸不為人們注意，可是在上高中第一天，學校出現當中事件的新聞影印，使她再次遭受男同學以及班導師的注視及集中欺凌。當她遭受欺負時，她會背誦爸爸教她讀的九九乘法表，嘗試轉移痛苦。
因為爸爸在死前的衷心電話，她堅信好事終會發生，而了解爸爸為好人，亦珍惜爸爸為她所起的名字。縱使媽媽提議改名避諱，她也毫不心動。
從小學至高中期間，母親是方琳唯一的心靈寄託，她不願母親為她的痛苦而悲傷，於是把學校裡遇到的事隱瞞不說。
受媽媽過世以及不斷升級的欺負行動所困，方琳日久積鬱。
當一名「甘澤」同學不明不以的從空中飛墮地面而死，欺負她的甘澤嚇至心神錯亂，繼而獸性大發，揮拳毆打甚至強暴方琳。受強暴的方琳發動了「傳送」能力，使甘澤被傳送往兩星期前摔死。
其後另一名企圖強姦方琳時，被群智殺害。方琳、群智兩人心甘情願下性交，將群智傳送到台灣外境。
成人時成為妓女（聖女）。妝扮豔俗非常，索價十萬元一次服務。以性交高潮時將男方傳到世界任何角落的神秘能力，成為傳奇。群智稱她為「女神」，其他顧客則稱她為「聖女」。不少顧客享受在與方琳性交後，在世界各地的死亡歷險。方琳的常客往往都會穿上全身厚重的求生裝備。
傳送能力只在她月經後數天之內才會作用；傳聞，她傳送顧客所到的地點，與她的月經時間有關係，若在越接近月經第一天的時間與其性交，越有機會傳送到最危險的地方。只有在月經第一天出發才會穿越時光，在其他日子性交則不會。
- 李方琳的母親

祐辰死後成為寡婦。為準備方琳將來上大學的費用，而全日在不同地方上班。雖母女相處時間短，但她們都很相愛。
在方琳畢業時，因操勞過度，患上肝癌而逝世。

### 高中
李方琳就讀的高中。校品差劣，堪稱「打架第一，升學率最末」，黑社會盤據校內，招募學生進行援交、販毒等非法勾當，還會不時舉行公祭，吸引學生圍觀。
- 李方琳

詳見上文。
- 甘澤

李方琳的同班男同學，班上的不良頭領。欺負方琳的手段從恥笑到性騷擾，無所不用其極。他連同許國賢、王乃強一起非禮方琳時，目擊「自己」從空中墮地而死。種種科學證據證明死者為甘澤「本人」，他視之為邪門的靈異事件，嚇至六神無主，尋求各種宗教儀式安慰，仍不得釋懷。惱羞成怒之下，他對方琳行使暴力，罵話間不忘揶揄她為對她父親有樣學樣的殺人魔，繼而強姦對方，最後因方琳傳送能力發動，在兩星期前校園的高空突然現身，在眾正在非禮方琳的同學眾目睽睽下，墮地摔死。
- 許國賢

附和甘澤的不良男生。雖比甘澤膽小，但和甘澤一樣缺乏羞恥心。「甘澤」摔死後，看著對方琳燃起殺意的甘澤，感到毛骨悚然，打算對他敬而遠之。從第二章尾段（第110頁）方琳的動作看來，繼甘澤後與方琳性交而被群智殺死的男生，應該是他。
- 王乃強

附和甘澤的不良男生。
- 林群智

第五章的男主角。
坐在方琳前方的男高中生，十七歲。性格懦弱。
在一面倒蔑視方琳的人群當中，唯有他不但不隨波逐流，甚至喜歡她，視她為「女神」。只是當他看見方琳被欺負，出於性格膽小，他不敢上前幫助，只在心中默默咒詛施害者。甘澤消失後，他認為自己詛咒見效，心花怒放，又見方琳於甘澤死後施露笑容，他鼓起勇氣走近方琳。
正當某天等候方琳放學出來不成，撞見她被另一名不知名的男生強暴，出於仇惡心態，他以美工刀殺死了對方。方琳對為了她而殺人的群智作出感謝，讓他與自己性交。結果方琳的「傳送」能力發動，將群智傳送到馬達加斯加。
經過八個月零十三天，群智偷渡回臺。他定下了目標，為方琳尋找其能力的意義。從方琳由高中生到作為妓女的三十六年間，他不停與她性交，不斷降落各地，飽受苦痛，又回來與她性交。當他發現不只自己，還有其他人也有透過與方琳性交歷險的人生模式，他燃起鬥爭心，更激烈地尋求與方琳性交後的歷奇經驗，一直持續到他五十三歲。
五十三歲時的一次性交，將他傳送回二十二年前，正在北極歷險的三十一歲的自己面前。老群智發現只要對方身體或心態有任何改變，都將在自己身上產生變數。他將尋找女神能力緣由的責任，託給年輕的自己，隨後陷入冰縫間中溺斃。
三十一歲的小群智繼承未來自己的遺願，再次重複二十二年的極地歷險，並再次回到二十二年前的自己身邊，憑著老方遇過一次冰層斷裂的經驗，兩人成功逃出北極回到臺灣。老群智與月經第一天的，三十一歲的方琳性交，回到三十六年前－－群智與方琳就讀的高中樓下。
他瞥見十七歲的自己在學校門口四處張望，頓時想到他將會上到四樓，將一名男生殺死，背負殺人罪孽。他猶疑要不要阻止年少的自己上樓；而最終自己沒有動身，血案重演。小群智消失後，老群智走到方琳面前安慰她，並與其交合，回到1997年的臺灣，祐辰車禍的前一天。他出現在小芬的理髮店內，遇見八歲的自己。他意識到方琳的傳送能力自從1997年十七歲才擁有，即是說他要等待九年，才能再與方琳交合，穿越時空，他不能忍受這般空白時間。正當迷惘期間，一瞥報章的日期，知悉現在時間，忽然回想到方琳擁有能力是因為她在爸爸死後，受盡殘暴對待而致。他決定要「阻止女神的爸爸」，改寫方琳的悲慘遭遇。於是他四方尋找祐辰所在處，毫無頭緒之時，遇上機車幾乎被撞，機車擦身而過，觸發了右肩的降落傘噴射彈掣，數百公斤衝力將群智彈飛，使其陷入昏迷，卻因此被送往祐辰所住的醫院。
群智在一樓床上醒來，瞥見兩名交通警察在一段距離外巡邏。曾犯殺人罪的他感到害怕，擔心就此被逮，因此急忙搭電梯上樓，從超重的電梯將一名病人擠出。
那名病人正是祐辰。群智這一擠，使祐辰趕不及在旭大的應診病人額滿前，向旭大掛診。祐辰也就沒有因被騙有末期癌症而發瘋，往後關乎群智在內的一切人物的命運被重新改寫；而對這一切群智毫不知情。電梯到達九樓時，群智正要從九樓回到一樓 ，阻止這名與自己在小時候看到的報紙上一模一樣的人離開醫院，赫然發現自身形體正神奇地消融。他帶著對方琳的思念，靜靜地消失在無人的電梯裡。
- 方琳的班導師

黑道頭目泰哥的兒子。幼時夢想是當作家，與父親期望不合，父子常常爭吵，甚至雙方不理不睬。父親死後，後悔以後再沒有機會與父親和好，繼承了父親遺願成為了教師。此時他發現方琳身在他所任教的班別，因對害死他父親的祐辰家抱有怨恨，以至他在學校針對方琳，甚至放任學生欺負方琳以洩憤。當學生一時因「甘澤」摔死而不注意方琳，他仍鍥而不捨地纏繞方琳，足見其怨念之深。

### 醫院
- 呂旭大

第三章的男主角。
臺北醫學大學出身的耳鼻喉科男主治醫師。大學時曾參加天文社及攝影社，認識了博詡，交情很深，也與老鄧有交往。
三十歲時，不甘於單純無聊的看診工作生活，在博詡的提議下，實行非循正規途徑的心理研究。計畫內容簡約而充滿挑戰性，為向受訪病人謊稱其壽命將盡，並觀察受訪者的心理變化。因在一名女研究生初試牛刀，成效不錯，兩人大受鼓舞。
搜集一定份量的資料後，兩人寫了論文並發表。兩人興奮不已，心想這將引起醫學界的天翻地覆。
結果因實驗對象其中之一祐辰成為連環車禍殺人犯，使兩人深受罪惡感打擊。兩人關係急轉直下，無心與對方談話，心理研究計劃也無聲終止。
失落與自責纏繞他達二十三年，生活無聊，不過他也沒膽子去自殺。博詡自殺七星期後，他與老鄧重逢。旭大深深佩服於老鄧的人生，經老鄧介紹下旭大認識妓女方琳，為無聊的他提供人生的一絲缺口。首次透過方琳「傳送」的他，抵達雅魯藏布江大峽谷。由於缺少事前準備，他在叢林裏飽受缺水缺糧的窘境，終於在五十天後走出叢林獲救。
其後他在旅程中去過原始草原、非洲部落、阿巴激戰交界區。走過多段生死邊緣路，他逐漸對「接近死亡」產生了依存症狀。
無法與老鄧相見，他又猜想老鄧正在天邊掙扎求存。他決定要經歷最危險的「第一天月經」旅程。意想不到的是，傳送的目的地就在臺灣本地的台北－－只是這旅程將他確實推向死亡。他回到1997年，坐上阿誠的計程車，於車禍中頭部插穿擋風玻璃。
- 博詡

與呂旭大同大學出身的學弟，精神科醫生。
對看診生活感到厭倦的他，向旭大提出他自己構思的心理研究計畫，兩人一拍即合。為讓計畫更順利成功，博詡讓將計畫包裝成獲國際醫學期刊資助的心靈成長研究。
計畫失敗後與旭大關係轉趨尷尬。因計畫間接造成了一場空前車禍慘劇，心中深受罪惡感苛責，最終他在二十三年後自殺。
- 老鄧

呂旭大的前輩，比旭大大五期。與一直留在大醫院的旭大、博詡兩人不同，他自己在林森北路開設了婦產科診所，生意蒸蒸日上，財源廣進，手上握著大筆股票與基金。
金融風暴發生後，股票與基金價值急插，加上比他後生六歲的妻子發生外遇，帶著小孩投向一名數學家教情人。老鄧悲憤至極，吞藥企圖自殺。吞藥後隨即又向朋友傾訴心情，結果其自殺行為被告知警方，被強行洗胃獲救。
失意不絕的老鄧，光顧了妓女方琳，展開了其驚險的下半生。荒野遊歷帶給他的刺激，使他重新振作。
他似乎曾在越南歷險，藉此認識了一名年輕的越南女士，結成新婚。與新妻回到臺灣後老鄧在原址開診所，並將妓女方琳介紹給旭大。
- 洪敘祐／張馨元

與呂旭大駐守同一間醫院的耳鼻喉科醫生。

### 理髮院
- 小芬

第四章的女主角。
樣貌聲線皆普的女孩。從商業職業學校畢業接近一年後，經阿姨介紹下進入了一間半家庭式理髮店擔任髮型助理。
興趣是了解有關棒球隊的新聞，愛好透過電視、廣播、報紙追蹤相關資訊。最喜歡的球隊為時報鷹，一有時報鷹的球賽捷報，她會興高采烈地剪下相關報章雜道的報道保留紀念。
夢想是成為一名替當紅明星剪最新潮髮型的理髮師。為此她非常盡職，期盼盡快成為理髮師。
當黑道頭領阿泰被三名敵對黑幫追殺受傷，逃進理髮店要求剪頭，小芬雖不懂洗頭，也不知道阿泰受追斬，仍壓下緊張地為阿泰洗頭，助其避免黑幫認出。
一個多月後，因各式連鎖髮型店興起，小芬的理髮店面臨結業危機。正當小芬為理髮師夢難圓而徬徨時，阿泰伴隨兩名小弟，入門要求剪髮。在旁進行理髮的姐姐們得知來者乃黑幫，嚇得不知所惜，唯有一心要出道的小芬自告奮勇。娟姐於是准許小芬理髮，小芬開始為阿泰理髮，造了個與黑幫形象相差甚遠的中學生頭。而阿泰為此感到滿意，還向小芬傾訴作為黑幫的辛酸。
往後包括阿泰在內，追求和好的一眾黑幫不時光顧小芬的理髮店，每次都給小芬理個或斯文、或嬌俏的頭，而他們都感到滿意。小芬逐漸成為阿泰麾下黑幫的注視對象。而小芬也逐漸對阿泰產生戀慕。
受制於女性的矜持，她期望阿泰表明他對她的感情，可惜阿泰遲鈍，無意向她表白。她以愈來愈粗暴的理髮方法，向眾黑幫客人施以光頭之禮，甚至把阿泰的頭弄得傷痕纍纍。泰哥與幹部相討後，得知小芬的興趣，又適逢時報鷹與味全龍即將對賽，阿泰為她買了兩張頭等入場觀賞票，望能博取小芬芳心。此時小芬已從新聞得知棒球賽因時報鷹球員收受利益遭拘留而搞砸，悲憤交集，在阿泰面前大發脾氣。
情緒平復過後，小芬對阿泰氣消，期待阿泰帶他入場欣賞聘請替補球員的時報鷹的球賽，可惜阿泰已因車禍而死，願望未了。
- 娟姐

### 黑道
- 阿泰/泰哥

第四章的男主角。
名聲、地位、勢力頗大的黑幫的頭目。年齡四十至五十左右。坐擁龐大的賭博、色情事業。部下叫他泰哥，親近者叫他老大。
年輕時在黑幫下階，勇莽異常，曾在通化夜市獨自血戰六名對手，全數殺敗而勝。雖在綠島吃了三年牢獄，卻在黑道上打響威名，出獄後在黑幫裏平步青雲。
踏入不惑之年，泰哥不再有如往日體力旺盛，逐漸厭棄干戈殺戮，尋求和好，喜愛以銀彈拓展土地。
被三名仇人追殺時，獲小芬出手相救，後來更被她理了個年輕溫柔的髮型。自此為締造江湖和諧氣氛，泰哥帶頭要麾下黑幫改換外貌形象，經常惠顧小芬的理髮服務。
育有一兒。有感於黑道生意之不穩定，泰哥期望兒子任職教師，兒子卻不肯聽從，父子常常爭吵。而泰哥暗中仍關心兒子。
因遲遲不肯對小芬表達愛或不愛，招來小芬的光頭之刑，更被理髮刀切得頭上傷痕纍纍。和他一起時常光顧小芬的幹部，為打開泰哥和小芬之間的感情困局，提出介入即將來臨的時報鷹對味全龍球賽的計劃，包下兩張頭等入場票；甚至讓海山幫分子與泰哥一夥上演打鬥，在小芬面前展現自己威風。結果時報鷹球員被查出收受賄賂，遭停賽處分。泰哥慘遭小芬破口大罵。不知為何遭受小芬一肚子火，泰哥陷入情緒低落，撕碎兩張門票。
帶著失落感情，泰哥在一間海產店與權老頭談生意期間，惡言連珠發，場面氣氛緊張，黑幫打鬥一觸即發。幸而從店內電視新聞得知時報鷹即將聘請棒球員替補，泰哥終於明白小芬在意他介入球賽的行為，泰哥心情平復，對權老頭提出雙贏生意之策，獲對方接納，雙方終於和解。
豈知大禍臨頭，祐辰的車衝進海產店內，重重撞上包括泰哥在內的一眾黑幫。泰哥留著重新拼合球票與小芬一起觀看球賽的願望，傷重死亡。
- 權老頭

泰哥的競爭對手。

### 其他人物
- 阿誠

資歷十三年的計程車司機。某天駕車準備載客，後方座位突然出現裸露下半身的呂旭大，阿誠驚奇同時，遇上裕辰遭受警察追逐的車，雖然閃開，卻撞上了路邊的電線桿，陷入植物人狀態。
- 巡警

一肥一瘦的巡警二人組。發現祐辰的車停在紅線內，上前要求開走，不獲理睬；進而抄罰單，受祐辰嘲諷挑撥；當警察威脅要控告他妨礙公務，祐辰冷眼相視，挑起巡警兩人的怒火，拘留了祐辰，扣押了車輛，強迫他喝下數十杯水後，禁止上廁所三小時，過了取車時間才放行。
祐辰奪車逃走時，兩人各自乘坐警車追趕，甚至動用手槍射擊。最後兩台警車意外相撞，巡警雙雙殞命。
- 守夜小姐

祐辰被警察拘留時，坐在車庫櫃檯值班的女性。祐辰出現時她正在收看《東京愛的故事》，對於祐辰打擾她欣賞劇情高潮而感到不快。祐辰強行取車時，為免現場發生破壞，情急下決定打開閘門放祐辰前行。